# David Hamilton (Politiker)

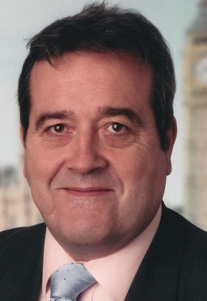
David Hamilton

Sir David Hamilton (* 24. Oktober 1950 in Dalkeith) ist ein schottischer Politiker.

## Leben
Hamilton wurde 1950 in Dalkeith geboren. Er besuchte die Dalkeith High School, die er im Alter von 15 Jahren verließ. Aufgewachsen in Midlothian, einem der größten Zentren des Kohlebergbaus in Schottland, ergriff Hamilton den Beruf eines Bergmanns, den er 19 Jahre lang ausübte. Er war Mitglied des schottischen Ablegers der National Union of Mineworkers und stieg in die Führungsspitze der Gewerkschaft auf. Im Zuge des Bergarbeiterstreiks 1984/1985 wird Hamilton ein wesentlicher Anteil an der Rettung der Monktonhall Colliery zugewiesen, die schließlich 1997 geschlossen wurde. Er war als Koordinator der 22 Streikzentren eingesetzt und verlor auf Grund dieser Aufgabe seinen Arbeitsplatz. Später engagierte er sich für öffentliche Projekte und warb Geldmittel der EU für die Region Midlothian ein.

## Politischer Werdegang
Seit 1995 saß Hamilton für die Labour Party im Regionalrat von Midlothian. Erstmals trat er bei den Unterhauswahlen 2001 zu Wahlen auf nationaler Ebene an. Sein Wahlkreis Midlothian ist traditionell durch den Kohlebergbau geprägt und sämtliche Abgeordnete seit Kriegsende (David Pryde, James Hill, Alex Eadie sowie Eric Clarke) waren Labour-Politiker mit beruflichen Wurzeln im Bergbau. Obschon bereits seit 1997 keine Kohle mehr in Midlothian gefördert wurde, entschied sich die Partei für Hamilton als Kandidaten.
Mit einem Stimmenanteil von 52,7 % setzte sich Hamilton am Wahltag deutlich gegen seine fünf Kontrahenten durch und zog in der Folge erstmals in das britische Unterhaus ein. Bei den folgenden Wahlen 2005 und 2010 hielt er sein Mandat ungefährdet. Im Parlament fungierte er unter anderem als Whip der schottischen Labour-Abgeordneten.
Hamilton bezeichnet sich selbst als Sozialist. Im Parlament setzte er sich für die Belange des Bergbaus und der Bergleute ein. So kämpfte er für Kompensationszahlungen für berufsbedingte Krankheiten ehemaliger Bergleute. Im Januar desselben Jahres kündigte er an, zu den Unterhauswahlen 2015 nicht mehr zu kandidieren. Sein Nachfolger Kenny Young konnte sich nicht gegen den SNP-Kandidaten Owen Thompson durchsetzen und das Mandat ging erstmals seit bestehen des Wahlkreises nicht an einen Labour-Politiker.